# Vía Libre
Vía Libre va ser un setmanari anarcosindicalista de Badalona, portaveu de les seccions locals de la Confederació Nacional del Treball (CNT) i de la Federació Anarquista Ibèrica (AIT). Va aparèixer entre 1936 i 1939, durant la Guerra Civil Espanyola.
Va aparèixer per primera vegada el 3 d'octubre de 1936. El seu contingut era informació regular i àmplia relacionada d'una manera o altra amb la guerra civil. Condicionada per les circumstàncies bèl·liques, era habitual que alguns titulars i texts fossin d'una mida més gran, a mode de consignes. També tractaven temes relacionats amb el moviment sindical (avisos, comunicats, convocatòries...), però temes molt diversos com el naturisme, la pedagogia, la cultura, poesia, sobre les joventuts llibertàries, entre d'altres. Al llarg de la seva publicació, es van publicar reportatges sobre les col·lectivitzacions i l'autogestió a nivell local. Van ser recurrents les polèmiques amb el setmanari El Deber, portaveu del Partit Socialista Unificat de Catalunya (PSUC). Afectada per la censura, a partir del 3 de juliol de 1937, els espais en blanc van ser molt freqüents.
Va desaparèixer a resultes del Ple Nacional Econòmic Ampliat de la CNT-FAI, celebrat a València el gener de 1938, on es va decidir regularitzar el nombre de publicacions confederals. El darrer número del setmanari tractà, precisament, aquesta reunió.
La direcció del setmanari anava a càrrec de Rizal Robert, membre de la FAI. Entre els seus col·laboradors hi hagué Eliseu Paradell, de la FAI, Bartolomé de Escalada, del Sindicat de Professions Liberals de la CNT, Joan Rectoret, del Sindicat Únic de la Metal·lúrgia de la CNT, Vicente Turón, del Sindicat Únic d'Empleats Municipals de la CNT, Joan Sans, de Consciències Lliures, J. Peirats o Pere Cané. A banda dels redactors, comptava també amb una secció de propaganda.